# Zaglyptus pictilis
Zaglyptus pictilis là một loài tò vò trong họ Ichneumonidae.